# Schäferei (Waldhufen)

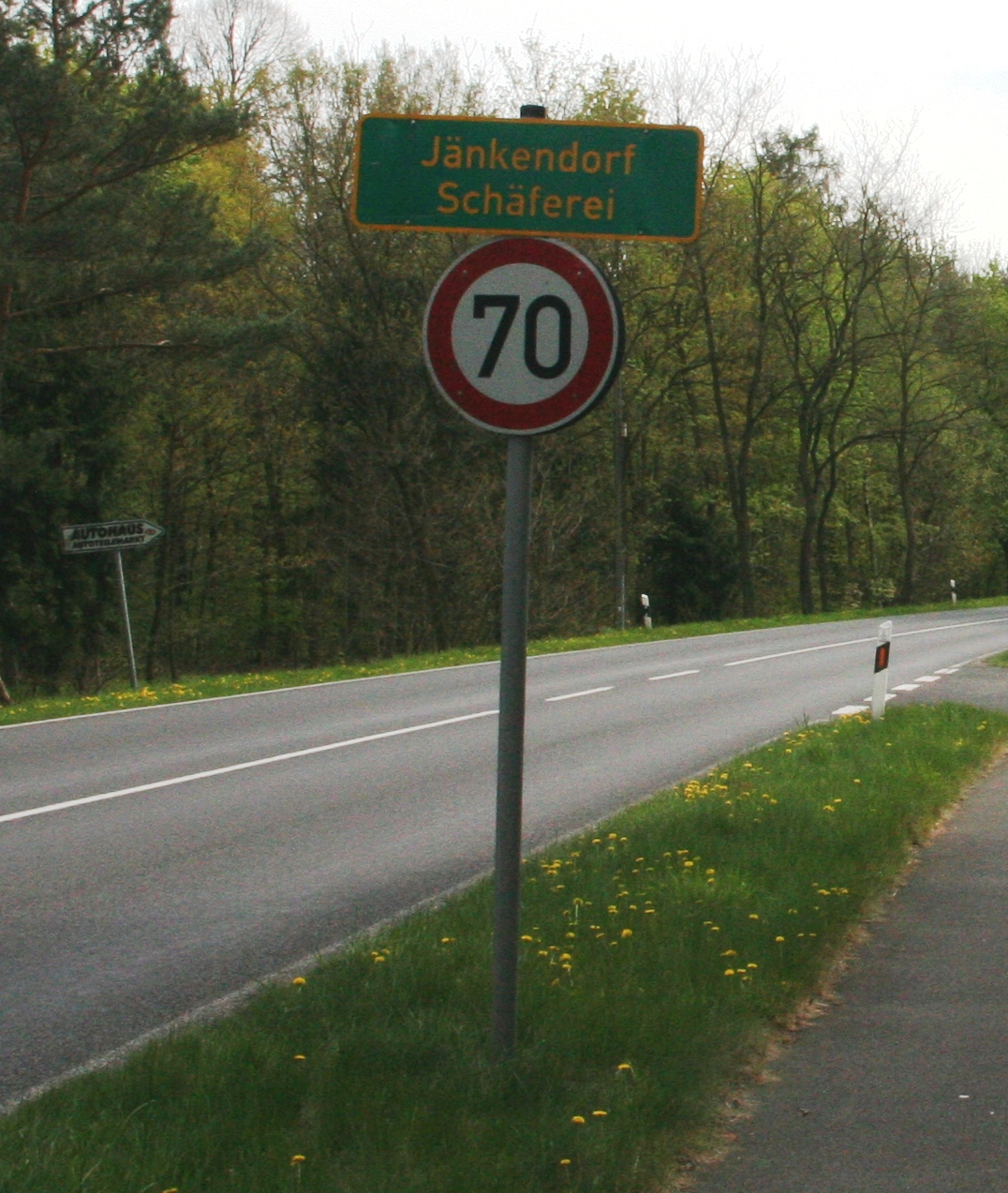
Ortslagenschild, links die S122 Richtung Jänkendorf. Abweichend wird „Jänkendorf Schäferei“ als Ortsname angegeben

Schäferei, auch Jänkendorf Schäferei, ist ein Ortsteil von Jänkendorf im Landkreis Görlitz und gehört zur Gemeinde Waldhufen. Im Jahr 2011 lebten 29 Einwohner in dem Ort. In den acht Wohngebäuden befanden sich elf gemeldete Haushalte in elf einzelnen Wohnungen. 25 Personen lebten in Familien, vier Personen allein. Das Durchschnittsalter der Bewohner lag bei 36,7 Jahren. Es handelt sich bei dem Ort nicht um eine geschlossene Ortschaft.

## Lage
Schäferei liegt zwei Kilometer südlich von Niesky am Ostende der Talsperre Quitzdorf. Umliegende Ortschaften sind die Stadt Niesky im Norden, Ödernitz im Osten sowie Jänkendorf im Süden.
Die Staatsstraße 122 verläuft durch den Ort.